# Haltere la Jocurile Olimpice de vară din 1896 - ridicarea cu o mână
Proba de ridicare cu o mână, o probă similară cu proba de smuls modern, a fost una dintre cele două probe de haltere din programul de haltere de la Jocurile Olimpice de vară din 1896.
Viggo Jensen, rănit de la prima probă, a reușit să ridice doar atât cât să câștige o medalie de argint, în timp ce Launceston Elliot i-a depășit cu mult pe toți ceilalți atleți câștigând prima medalie de aur la Jocurile Olimpice pentru Regatului Unit.
Alexandros Nikolopoulos a ridicat 57,0 kilograme cu o singură mână, ceea ce l-ar fi plasat la egalitate cu Jensen dacă ar fi ridicat aceeași greutate cu cealaltă mână. El a ridicat doar 40,0 kilograme cu cealaltă, dar a obținut locul al treilea, deoarece Sotirios Versis nu a putut ridica decât 40,0 kilograme cu ambele mâini.
Prințul George al Greciei și Danemarcei, unul dintre judecători, și-a demonstrat forța după eveniment, mutând cu ușurință una dintre greutățile grele, după ce un asistent s-a chinuit să îndepărteze greutatea din zona de concurs.

## Context
Aceasta a fost singura apariție a acestui eveniment de ridicare cu o singură mână. Evenimente oarecum similare au avut loc și la alte Jocuri: în 1904 a avut loc o probă de haltere pentru toate categoriile de greutate, iar în 1924 au existat două probe de ridicare cu o singură mână (smuls și aruncat) în cadrul probelor combinate.
Printre cei mai buni halterofili la Atena s-au numărat Launceston Elliot și Lawrence Levy din Marea Britanie și Viggo Jensen din Danemarca. De asemenea, au concurat și doi halterofili greci. Levy s-a retras din toate competițiile de haltere după ce i s-a spus că nu va exista o probă de haltere cu două mâini, dar a fost jurat și asistent al lui Elliott.

## Formatul competiției
În cea de-a doua probă de haltere, desfășurată imediat după prima, a fost permisă ridicarea greutăților cu o singură mână. Halterofilii trebuiau să efectueze ridicarea cu fiecare mână în parte, succesiv. Tehnica era similară cu cea a probei moderne de smuls. Ridicătorii au avut la dispoziție trei încercări. Fiecare ridicător a efectuat o încercare înainte ca ceilalți să efectueze a doua încercare. După ce fiecare a ridicat de trei ori, primii trei au primit încă trei încercări.

## Program
| Dată                  | Dată                  | Oră | Etapă  |
| Gregorian             | Iulian                | Oră | Etapă  |
| --------------------- | --------------------- | --- | ------ |
| Marți, 7 aprilie 1896 | Marți, 26 martie 1896 |     | Finală |

## Rezultate
| Loc | Sportiv                 | Țară           | Greutate (kg) |
| --- | ----------------------- | -------------- | ------------- |
| 1   | Launceston Elliot       | Marea Britanie | 71,0          |
| 2   | Viggo Jensen            | Danemarca      | 57,0          |
| 3   | Alexandros Nikolopoulos | Grecia         | 57,0/40,0     |
| 4   | Sotirios Versis         | Grecia         | 40,0          |